# Pont de la place de la Justice
Le pont de la place de la Justice est un pont de Bruxelles constitué d’un platelage de 68 poutres préfléchies placées tous les 50 cm. Les poutres préfléchies sont suspendues à des porte-à-faux et mesurent de 24 à 27 m.
Pour des raisons très strictes de gabarit, une hauteur minimum de tablier devait être obtenue. Une épaisseur de 65 cm seulement ne pouvait être atteinte qu’avec des poutrelles métalliques enrobées et plus spécifiquement des poutres préfléchies. La préfélexion de poutrelle ultérieurement enrobées de béton donne une plus grande raideur à la poutre et permet de plus petites épaisseurs de tablier. Par ailleurs, l’emplacement des appuis et le type structural adopté (cantilever) résultent de la nécessité de tenir compte du fait que les fondations de ce pont s’appuient en partie sur le tunnel de la jonction Nord-Midi.

galerie de photographies
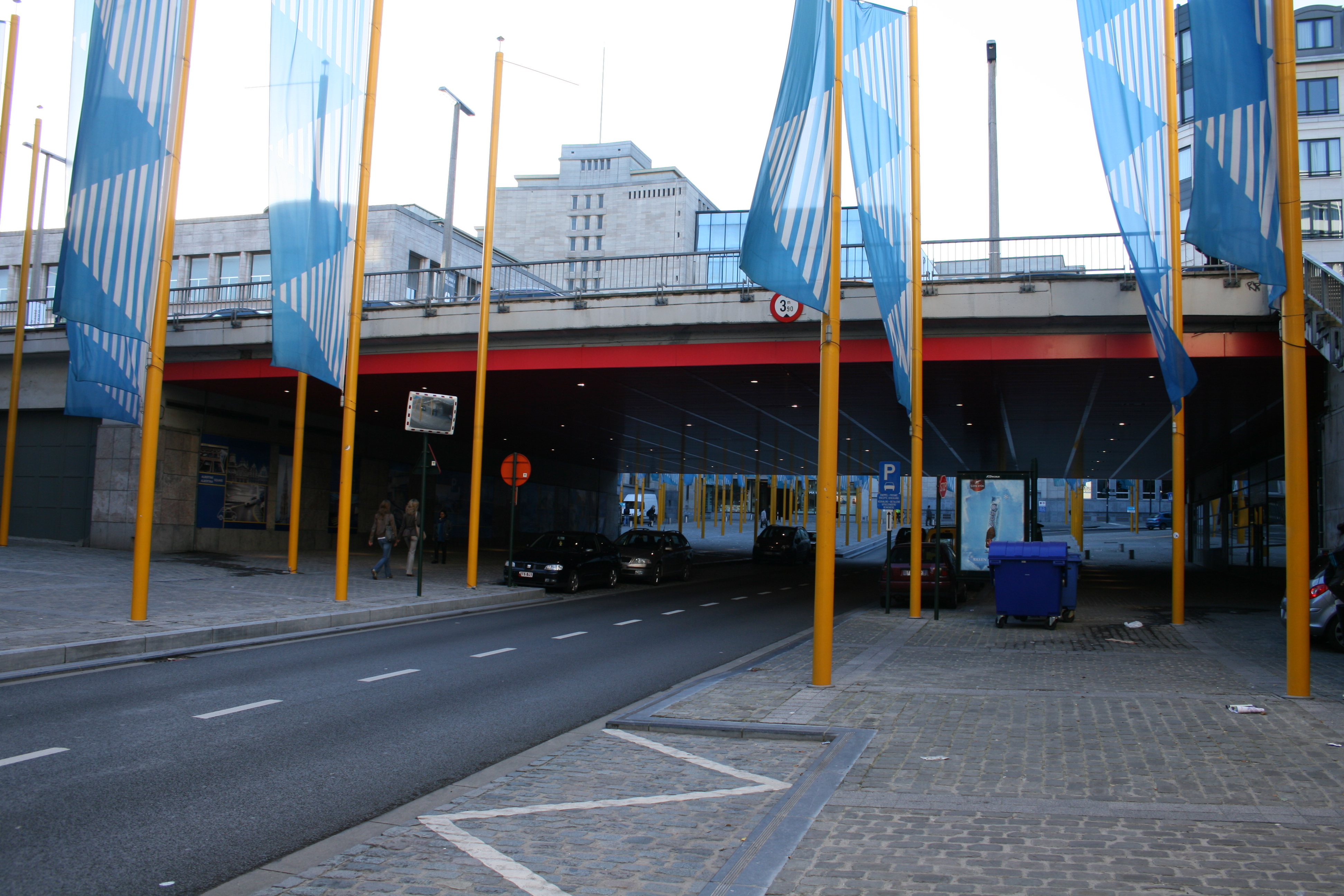
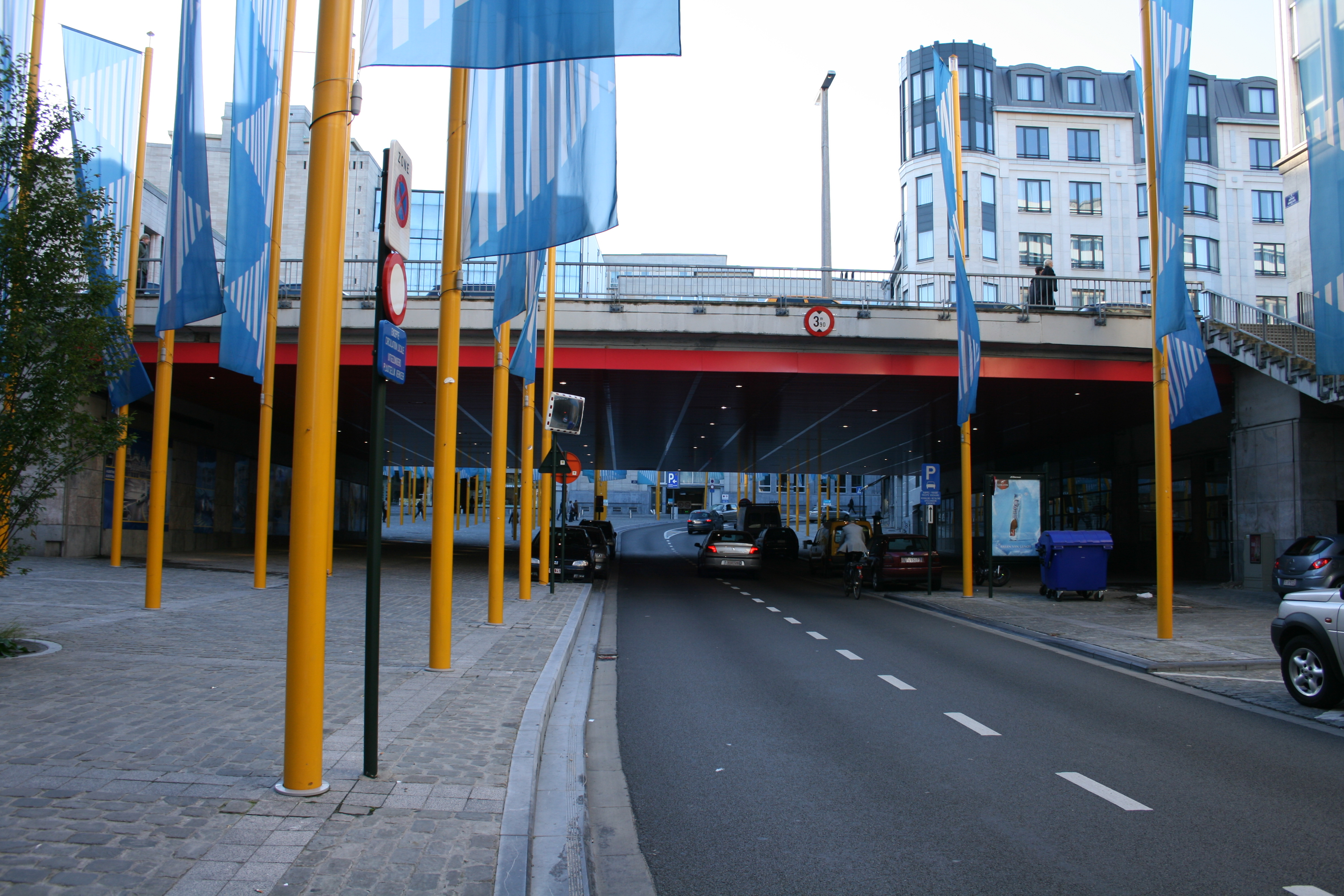
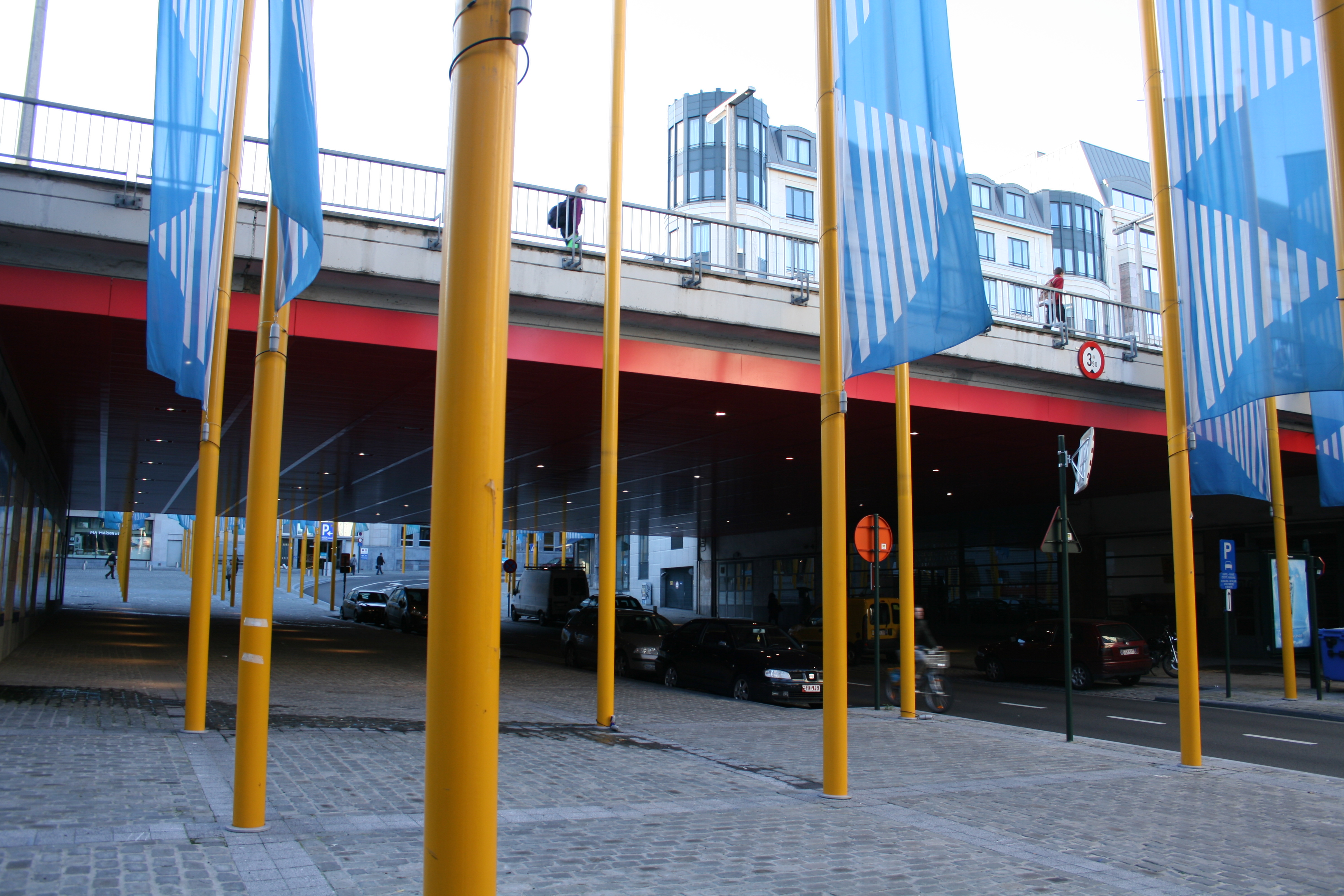